# Cyperus microglumis
Cyperus microglumis är en halvgräsart som beskrevs av David Alan Simpson. Cyperus microglumis ingår i släktet papyrusar, och familjen halvgräs. Inga underarter finns listade i Catalogue of Life.